# Italian International 2014
Die Italian International 2014 im Badminton fanden vom 9. Dezember bis zum 12. Dezember 2014 in Rom statt.

## Sieger und Platzierte
| Disziplin    | Gold                           | Silber                               | Bronze                                 |
| ------------ | ------------------------------ | ------------------------------------ | -------------------------------------- |
| Herreneinzel | Andre Kurniawan Tedjono        | Indra Bagus Ade Chandra              | Artem Pochtarev                        |
| Herreneinzel | Andre Kurniawan Tedjono        | Indra Bagus Ade Chandra              | Pablo Abián                            |
| Dameneinzel  | Sashina Vignes Waran           | Beatriz Corrales                     | Petya Nedelcheva                       |
| Dameneinzel  | Sashina Vignes Waran           | Beatriz Corrales                     | Kati Tolmoff                           |
| Herrendoppel | Marcus Ellis Chris Langridge   | Michael Fuchs Johannes Schöttler     | Lucas Corvée Brice Leverdez            |
| Herrendoppel | Marcus Ellis Chris Langridge   | Michael Fuchs Johannes Schöttler     | Bastian Kersaudy Gaëtan Mittelheisser  |
| Damendoppel  | Samantha Barning Iris Tabeling | Victoria Dergunova Olga Morozova     | Delphine Lansac Émilie Lefel           |
| Damendoppel  | Samantha Barning Iris Tabeling | Victoria Dergunova Olga Morozova     | Ekaterina Bolotova Evgeniya Kosetskaya |
| Mixed        | Ronan Labar Émilie Lefel       | Gaëtan Mittelheisser Audrey Fontaine | Vitaliy Durkin Nina Vislova            |
| Mixed        | Ronan Labar Émilie Lefel       | Gaëtan Mittelheisser Audrey Fontaine | Rodion Kargaev Ekaterina Bolotova      |